# Weinreb-affaire(s)

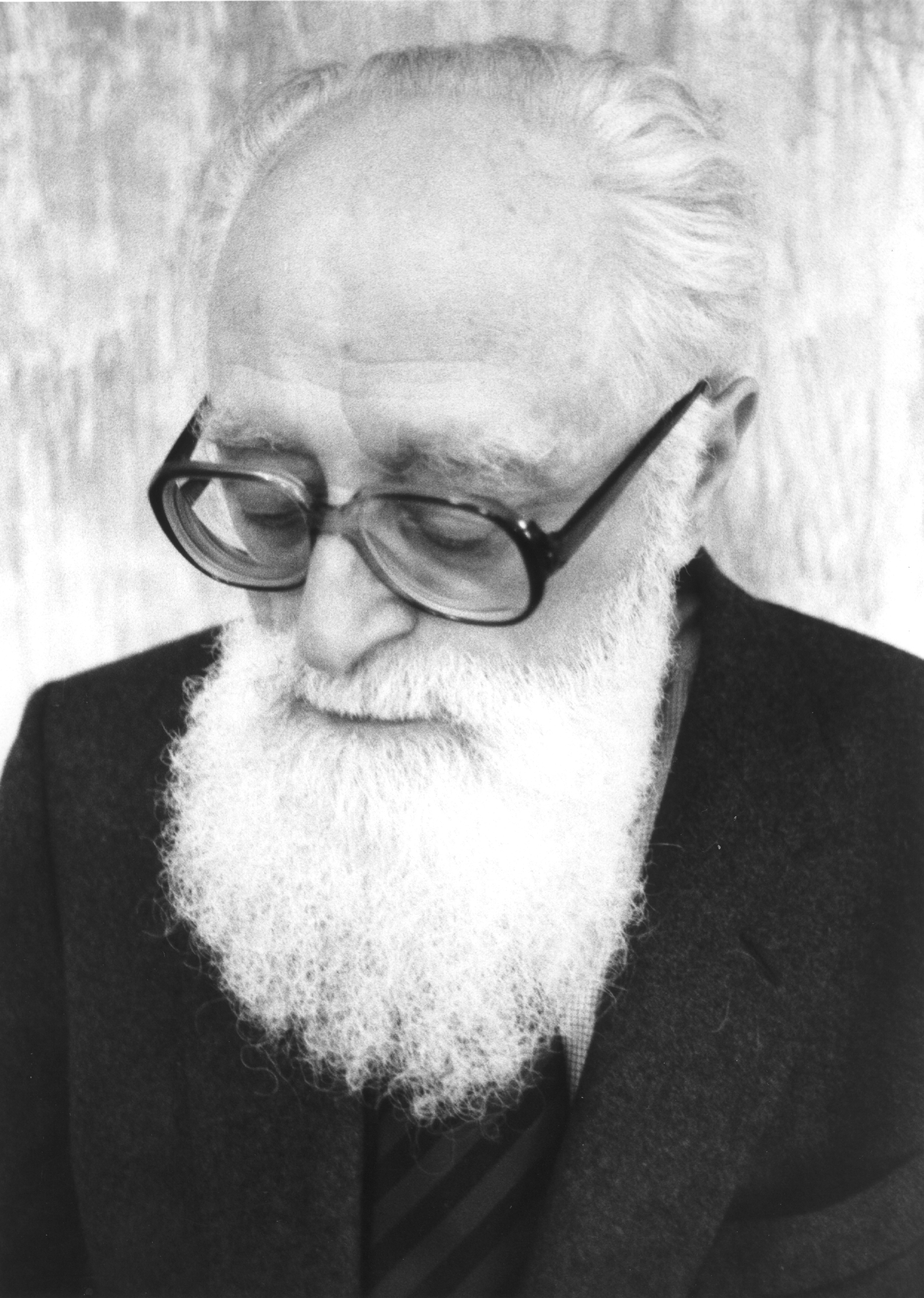
Friedrich Weinreb

Onder de benaming Weinreb-affaire(s) wordt verwezen naar de omstreden activiteiten van de persoon Friedrich Weinreb (1910-1988), een Nederlandse orthodoxe Jood die het onderwerp werd van emoties loswoelende en zich vele jaren voortslepende schandalen. Eén ervan werd vooral bekend als dé zogeheten Weinreb-affaire. Die betrof zijn activiteiten als collaborateur tijdens de Duitse bezetting van Nederland en vermeend Jodenhelper ten tijde van de deportaties in 1941-1944. Gedurende een periode van zo'n twintig maanden zou hij zo middels een geraffineerd en ingewikkeld spel vele Joden hebben "gered". Hun deportatie werd althans uitgesteld omdat hun namen voorkwamen op een door hem opgestelde fictieve lijst. Degenen die daarvoor betaalden verstrekte hij een schriftelijke bevestiging, die ze bij aanhouding door de Sicherheitsdienst konden overleggen om zoals hij hen deed geloven aan deportatie te ontkomen.
Na de oorlog werd hij ervan beschuldigd middels deze lucratieve handel in Sperren een laakbare rol te hebben gespeeld bij de uiteindelijke deportatie van honderden Joden, die hij misleidde en manipuleerde en voor wie dit uitstel "wegens een aanhangig emigratieverzoek" waarvoor zij grif betaalden geen afstel werd; en vervolgens ook van Joden die hij, sinds september 1942 nadat hij zelf opmerkelijk genoeg drie dagen na zijn eigen arrestatie door de SD weer was vrijgelaten, regelrecht zou hebben verraden aan de Duitsers. Minstens zeventig mensen zouden als gevolg van zijn optreden het leven verliezen.
Bij de Bijzondere rechtspleging na de oorlog werd hij daarvoor vervolgd en veroordeeld. Daarnaast werd hij na de oorlog ook herhaaldelijk vervolgd en veroordeeld voor zedenzaken en omdat hij zich voor arts uitgaf ook wegens het onbevoegd uitoefenen van voorbehouden handelingen, middels het onderzoeken van vrouwen, of "keuren" zoals hij dat noemde.
De Tweede Kamer heeft zich herhaaldelijk beziggehouden met de rapportage over Weinrebs activiteiten: tijdens zittingen in 1971-1972, 1974-1975, 1976-1977 en 1980-1981.

## Activiteiten in 1941-1944

### Het spel met de eerste'Weinreb-lijst'
Onder de Duitse bezetting speelde Weinreb, die bij velen in de plaatselijke Joodse gemeenschap in Den Haag en Scheveningen over een zeker aanzien en gezag of charisma beschikte, een controversiële rol. In december 1941 zette hij een fictief emigratiebureau op en creëerde in zijn voorspiegelingen een niet-bestaande, door hem gefingeerde Duitse generaal, met wie hij naar eigen zeggen correspondeerde. Weinreb deed geloven te opereren onder fiat van deze generaal, "Herbert Joachim von Schuman", werkzaam bij het Duitse Oberkommando der Wehrmacht in Berlijn; daarmee speculerend op vrees voor interne spanningen binnen de Duitse gelederen. Joden die zich bij Weinreb – tegen betaling – lieten registreren voor een zogeheten Sperre (beletsel, barrière), spiegelde hij voor dat zij hun deportatie konden uitstellen en zelfs een toevlucht in het onbezette Vichy-Frankrijk zouden kunnen vinden. Vanuit een mystieke dispositie geloofden velen zijn beloften en suggesties dat hij een dergelijk wonder kon bewerkstelligen om hen uit hun hopeloze situatie te verlossen. Merkwaardigerwijs verleenden de Duitse bezetters zowaar een gedeeltelijke medewerking aan Weinrebs initiatief: de intekenaars werden door de gewestelijke arbeidsbureaus die de Joodse Raad erover hadden geraadpleegd, die vervolgens bij de SD informeerde, voorlopig van deportatie vrijgesteld. Vele honderden Joden lieten zich op deze mysterieuze (eerste) "Weinreb-lijst" plaatsen om de schriftelijke bevestiging daarvan te tonen bij het gewestelijk arbeidsbureau indien zij werden opgeroepen. De SD liet dit maandenlang op zijn beloop. Later is beweerd dat de betalingen die hij van hen ontving, opliepen tot een bedrag van 300.000 gulden.
Later zou aan Weinreb in verband met deze activiteiten een "geniale fantasie" worden toegeschreven. Volgens zijn latere verdedigster Renate Rubinstein zou Weinreb meer hebben begrepen van de bureaucratische mentaliteit van de Duitsers dan het verzet.
Ook na het falen van dit systeem, toen bleek dat meerdere intekenaars tóch waren opgepakt, ging Weinreb ermee door. Dit rechtvaardigde hij later door erop te wijzen dat hij de veelal willoze slachtoffers van de Jodenvervolging toch weer enig uitzicht had geboden door ze de kans te geven hun passieve houding af te leggen. Critici stelden echter dat hij hen valse hoop gaf en onderduikers ertoe bewoog de fatale stap te zetten hun schuilplaatsen op te geven. 90% van de later door hem in zijn memoires genoemde personen is niet teruggekeerd van de concentratiekampen en degenen die wel overleefden, waren in meerderheid zeer slecht over hem te spreken en herinnerden zich hem vooral als een onbetrouwbare opportunist en profiteur.

### Arrestatie
Op 11 september 1942 werd Weinreb door de Duitsers gearresteerd. Hij werd de volgende dag naar het beruchte SD-ondervragingscentrum Huize Windekind overgebracht, waar hij werd verhoord door de SD'er Fritz Koch. Weinreb zou erin zijn geslaagd zich te redden door de Duitsers aan het lijntje te houden met zijn verzonnen generaal.

### Het spel met de'Weinrebliste II'
Na Weinrebs snelle vrijlating speelde de Haagse SD het spel gedurende zo'n vier maanden mee en werkte mee aan een tweede 'Weinreb-lijst'. Dit omdat ze vermoedden dat achter de schimmige generaal waarmee Weinreb schermde, werkelijk een hoge officier schuilging, die zich onrechtmatig trachtte te verrijken. Feitelijk fungeerde Weinreb vanaf dit moment als V-Mann. Onder meer werden met behulp van hem bij een inval in een pension in de Reinkenstraat in de Haagse wijk Duinoord 25 Joodse onderduikers opgepakt, van wie er geen de oorlog zou overleven. Toen de Duitsers de lijsten van Weinreb begonnen te doorzien, dook hij zelf onder, op 7 februari 1944. Pas na de bevrijding in mei 1945 zou hij weer tevoorschijn komen.

### Rol in het verraad van Jan Carmiggelt
Een van de vele gevallen waarmee Weinreb na de bevrijding in verband zou worden gebracht was het verraad van Jan Carmiggelt, de in 1943 omgekomen broer van Simon Carmiggelt. Celspionage door Weinreb zou onder meer hebben geleid tot het oppakken van Jan op 17 juli 1943 te Den Haag. Hij was betrokken bij de verdeling van voedselbonnen aan onderduikers. Een bij hem en zijn vrouw ondergedoken Joods meisje kon via de achtertuin ontsnappen. Drie dagen voor de arrestatie van Jan Carmiggelt was de Joodse arts Joseph Kalker opgepakt, die weigerde namen te noemen, waarvoor hij mishandeling doorstond. Volgens Carmiggelt-biograaf Henk van Gelder ging het verder als volgt:

Daarop werd hij in één cel geplaatst met Friedrich Weinreb. Aangenomen wordt dat Weinreb zijn celgenoot de naam van Marcel Elsen heeft ontfutseld, en die prompt aan de SD heeft doorgegeven. Elsen was de man van wie dokter Kalker distributiebonnen kreeg. Ook hij werd gearresteerd en verhoord. Tijdens dit verhoor heeft Elsen verklaard dat hij de bonnen ontving van Jan Carmiggelt.

## Eerste veroordelingen

### 1947: Bijzonder Gerechtshof
In mei 1947 werd Weinreb voor het eerst vervolgd wegens strafbare feiten tijdens de bezetting, waarbij aan hem ten laste werd gelegd dat hij vervolgde Joden zou hebben opgelicht, wellicht zelfs duizenden, die hij had voorgespiegeld middels betalingen aan hem wegens een zogenaamd aanhangig emigratieverzoek te kunnen ontkomen aan deportatie naar Kamp Westerbork, waarheen zij desalniettemin werden afgevoerd om "op transport te worden gesteld" naar de vernietigingskampen in Polen. En dat hij zou hebben samengewerkt met de Duitse bezetters.
Weinreb had voor zijn berechting een 1200 pagina's tellend verdedigingsgeschrift opgesteld. Een getuige in deze strafzaak die hem sinds 1939 kende, noemde hem een ""fantast"" die zich bezighield met "fantastische objecten". Er waren ook belastende verklaringen van SD-agenten die tegen hem als getuigen werden gehoord, onder wie een die zelf ter dood was veroordeeld. Op 27 november 1947 werd hij door het Bijzonder Gerechtshof te Den Haag veroordeeld tot drieënhalf jaar gevangenisstraf met aftrek van voorarrest (de eis luidde tien jaar gevangenisstraf) en ontzetting uit het kiesrecht voor het leven wegens hulpverlening aan de vijand middels celspionage: nadat hij zelf was opgepakt, had hij met de SD onder één hoedje gespeeld om medegevangenen uit te horen en te verraden.

### 1948: Bijzondere Raad van Cassatie
Op 25 oktober 1948 werd Weinreb in tweede instantie door de Bijzondere Raad van Cassatie conform de nieuwe eis veroordeeld tot zes jaar gevangenisstraf. In deze strafzaak noemde de openbaar aanklager advocaat-fiscaal mr. W.P. Bakhoven hem "een mengsel van een speler en een Hochstapler", met het Duitse woord voor oplichter, letterlijk een persoon die bedrog op bedrog stapelt. In december van dat jaar werd hem gratie verleend en werd hij in vrijheid gesteld, ter gelegenheid van het vijftigjarige regeringsjubileum van koningin Wilhelmina. Toen reeds roerde zich een Weinreb-comité dat zijn onschuld bepleitte.

## Volgende veroordelingen
In 1956 werd Weinreb nogmaals veroordeeld wegens het zich onbevoegd uitgeven voor arts en in 1968-1969 zou hij op 57-jarige leeftijd opnieuw worden vervolgd en veroordeeld wegens na de oorlogsjaren gepleegde strafbare feiten. Zich uitgevend voor geneesheer (arts) had hij in de loop der jaren tientallen vrouwen inwendig "onderzocht", wat in feite neerkwam op het verrichten van onzedelijke handelingen, onder meer recentelijk te Vlaardingen in de woning van een hoofdonderwijzer die een "volgeling" van hem zou zijn en waar hij "spreekuur" hield. In verband met de strafrechtelijke vervolging voor de feiten waarvan hij werd verdacht, werd in 1966-1967 een psychiatrisch onderzoek uitgevoerd, waarin de bevinding was dat hij een "gestoorde persoonlijkheidsstructuur" zou hebben.

### 1968: deVlaardingse zedenzaak
Weinreb werd in 1968 door de rechtbank in Rotterdam veroordeeld tot vier maanden gevangenisstraf, omdat hij zich onterecht als arts had uitgegeven en zich schuldig had gemaakt aan ongewenst seksueel gedrag ("inwendig gynaecologisch onderzoek"). In 1957 was hij reeds veroordeeld tot twee boetes van duizend gulden omdat hij zich toen ook onterecht als arts had uitgegeven. Om zijn straf te ontlopen week Weinreb in 1968 uit naar Zwitserland. Het rechtshulpverdrag tussen Nederland en Zwitserland voorzag niet in de mogelijkheid van uitlevering wegens het delict onbevoegd beoefenen van de geneeskunst waaraan hij in de Vlaardingse zedenzaak schuldig was bevonden. Dit betrof een zedenzaak waarin vier vrouwen aangifte tegen hem hadden gedaan en in het daaropvolgend twee jaar durend onderzoek ruim vijftig personen als getuigen werden gehoord. Op 4 april 1968 kwam hij in verband met deze omvangrijke zaak achter gesloten deuren terecht op verdenking van mishandeling, schennis der eerbaarheid en het onbevoegd uitoefenen van de geneeskunst middels zijn "behandeling" van deze vier vrouwen. Weinreb vertelde zijn "patiëntes" de meest fantastische verhalen. Onder meer zou hij genomineerd zijn om minister van Volksgezondheid van Israël te worden en ook lijfarts zijn geweest van prinses Gracia van Monaco en haar hebben geholpen bij een bevalling. Naar aanleiding daarvan werd ook zijn oorlogsverleden weer opgerakeld: was hij een "fantastische intrigant" die iedereen een loer voor de ogen draaide? Op 18 april werd hij door de rechtbank schuldig bevonden aan de tenlastelegging en veroordeeld tot vier maanden gevangenisstraf en TBR. Op 23 oktober 1968 werd hij in hoger beroep bij verstek hiervoor opnieuw veroordeeld door het Gerechtshof te Den Haag. Doordat hij inmiddels Nederland had verlaten kon de hem daarvoor opgelegde acht maanden gevangenisstraf niet worden voltrokken. Op 24 maart 1969 werd een internationaal opsporingsbevel uitgevaardigd. Op 14 januari 1969 werd een door zijn raadsman namens hem ingestelde cassatie door de Hoge Raad afgewezen.

## Discussie over eventuele rehabilitatie
In de jaren zestig en zeventig raakten voor- en tegenstanders van Weinreb in een onderlinge strijd om zijn geopperde rehabilitatie. Er ontstond een maatschappelijke discussie over de vraag of Friedrich Weinreb zich tijdens de Tweede Wereldoorlog als een oplichter of als een verzetsheld had gedragen.

### 1965:Ondergang
Nadat historicus Jacques Presser in 1965 in zijn boek Ondergang tien pagina's met enkele beschuldigende passages aan hem wijdde, zou Weinreb onder redactie van Aad Nuis en Renate Rubinstein zich wijden aan het op schrift stellen van ruim 2000 pagina's tellende memoires over zijn verrichtingen tijdens de bezetting. Presser noemde Weinreb een zondebok die "voor het tekortschieten van talloze niet-joden had geboet", om hun eigen falen te verdoezelen Rubinstein, wier vader in het vernietigingskamp Auschwitz was omgekomen, verklaarde later in een interview dat ze onder de indruk was geraakt van het relaas van Weinreb, die ze aanvankelijk voor "een Tijl Uylenspiegel" hield. Zijn gedrag tijdens de bezetting noemde ze "voorbeeldig".

### 1969:Collaboratie en verzet 1940-1945: Het Land der Blinden'
In 1969 verscheen de trilogie Collaboratie en verzet 1940-1945, een poging tot ontmythologisering, drie dikke, dichtbedrukte pockets met totaal bijna 1200 pagina's. Door de omvang werd dit werk door velen moeilijk leesbaar en lastig verteerbaar gevonden.
Hierin deed Weinreb zelf zijn doen en laten tijdens de oorlog uit de doeken, trachtte hij zijn oorlogsverleden glanzend op te poetsen en zich achteraf vrij te pleiten. Hij leek aanspraak te willen maken op een rehabilitatie na zijns inzien volslagen "onterechte" veroordelingen in 1947 en 1948. Aanvankelijk werd zijn relaas over de verwikkeling, die een meesterlijk misleidingsspel zou zijn geweest waarin hij de Duitsers een loer draaide, nog voor opzienbarend en indrukwekkend gehouden, onder meer ook door Parool-journalist Evert Werkman en historicus Maarten Brands.
Reeds in januari 1969 was door uitgeverij Meulenhoff de verschijning van het boek aangekondigd. Het eerste deel van 650 pagina's met de titel Het land der blinden, dat de gebeurtenissen beschrijft tot eind 1942, zou op 23 mei 1969 verschijnen. Reeds voor die datum was duidelijk dat het werk veel stof zou doen opwaaien. Dat het boek tevens citaten bevatte uit dankbrieven van te deporteren personen die Weinreb zou hebben gered, kon niet verhinderen dat er een storm van beschuldigingen losbrak: Weinreb zou zich tijdens de oorlog verrijkt hebben met het geld van mede-Joden en trachtte zich middels deze memoires van een terechte blaam te zuiveren De uiteindelijke publicatie van de trilogie Collaboratie en verzet, met een voorwoord van Jacques Presser gaf aanleiding tot de affaire die berucht zou worden als "de" Weinreb-affaire. De eerste band behaalde een oplage van 6000 exemplaren, de tweede en derde van elk 2000 stuks. Een samenvatting werd 4500 keer gedrukt.

### Bep Turksma
Aanvankelijk hielden velen de verwikkeling waarin Weinreb zich meer dan twintig jaar na zijn veroordeling leek te willen vrijpleiten voor "een raadsel". Zijn nieuwe poging zich van blaam te zuiveren had echter vrij spoedig een averechts effect. Er waren anachronismen die twijfels opriepen over de juistheid van zijn relaas. Cruciale feiten die hij vermeldde over zijn samenwerking met de SD bleken niet te kloppen. Hij zou met de SD in contact zijn gekomen doordat ene Bep Turksma hem zou hebben verraden, van wie hij aannam dat ze de oorlog niet had overleefd. Hij zou haar hebben geholpen aan een onderduikadres en valse documenten. Nadat ze zou zijn opgepakt in een Haagse bioscoop, zou ze tijdens een verhoor tegenover de SD bekentenissen hebben afgelegd. Daardoor zou hij op 11 september 1942 op haar aanwijzing zijn gearresteerd. Die beweerde toedracht zou tegenover hem zijn onthuld door de Haagse SD-agent Koch.
Deze jongedame Bep Turksma, die Weinreb zogenaamd aangegeven zou hebben, bleek wel degelijk de oorlog te hebben overleefd. Ze was actief geweest bij verzetsactiviteiten en via Frankrijk naar Engeland ontkomen. Ze woonde inmiddels te Baarn en werkte als lerares haute couture. Binnen twee weken na de publicatie reageerde ze verontwaardigd dat hiervan niets klopte. Zij wist zijn verhaal over dat aan haar toegedicht "verraad" naar het rijk der fabelen te verwijzen: ze kende hem destijds niet eens. Ze was ooit wel opgepakt, maar dat was niet in een bioscoop geweest, maar daarentegen voor haar toenmalige woning aan de Regentesselaan in Den Haag; en evenmin met door Weinreb verstrekte valse papieren. Ze had tijdens de bezetting het land weten te ontvluchten, maar Weinreb had daarbij geen enkele rol gespeeld. Kennelijk was er een andere toedracht geweest, die met dat verhaal een dwaalspoor leek te willen uitzetten omtrent wat hij bij de SD deed en hoe hij daar was beland. Al snel werd in verband met Weinreb en zijn beweringen gerept over letterlijk een "zieke persoonlijkheid".
Toen Weinreb hiermee in het middelpunt van de belangstelling kwam te staan, dienden zich personen aan die tijdens de bezetting en daarna wel met Weinreb te maken hadden gehad, onder wie iemand die hem afschilderde als "een schizofrene figuur van het gevaarlijkste soort".
Weinrebs uitvoerige poging uiteen te zetten dat hij juist het tegendeel van een collaborateur zou zijn geweest, verloor daardoor aan geloofwaardigheid. Naar eigen zeggen werkte weliswaar samen met de SD, maar niet om hand-en-spandiensten aan de bezetters te verlenen, doch juist om hen om de tuin te leiden. Dat zou hij hebben gedaan door de SD een loer te draaien met de fictieve, door hem verzonnen corrupte Duitse generaal Von Schumann. Met deze generaal zou hij "via tussenpersonen" contact hebben en deze zou in ruil voor buitenlandse deviezen bereid zijn Joden te laten emigreren naar onbezet gebied, om hen zo aan deportatie te laten ontkomen.
Bep Turksma schreef over haar ervaringen het boek Vraag me niet waarom...- het avontuurlijke oorlogsverhaal van een jonge Nederlandse jodin (1971)

### Weinreb-comité
Aanvankelijk werd door velen nog geloof gehecht aan de oprechtheid van Weinrebs memories. Acteur Jeroen Krabbé noemde ze "een soort schelmenroman van de twintigste eeuw". Na het verschijnen van de trilogie werd door aanhangers van Weinreb in verband met zijn veroordelingen in 1947 en 1948 gerept over een "gerechtelijke dwaling", en er werden vergelijkingen gemaakt met de Dreyfus-affaire, onder meer door futuroloog Fred Polak. Bij het verschijnen van het boek roerde zich evenals eerder in 1948 opnieuw een "Weinreb-comité" dat zich beijverde voor de rehabilitatie van Weinreb, omdat hij in 1947 en 1948 "ten onrechte" zou zijn veroordeeld en zoals Presser het in 1965 had geformuleerd tot zondebok zijn gemaakt voor de fouten van vele niet-Joden tijdens de bezetting. Reeds aan de vooravond van zijn tweede veroordeling in 1948 was gesteld dat over de affaire het laatste woord nog niet gezegd was, maar van een verder onderzoek naar de achtergronden kwam het toen niet. Een van zijn voorvechters was socioloog Aad Nuis, de toenmalige partner van Renate Rubinstein en ook een van de personen die betrokken waren bij het persklaar maken van het boek Nuis zou samen met Rubinstein het slotwoord schrijven bij het derde deel Naspel. Het tweede en derde deel zouden in november 1969 verschijnen, nadat het eerste deel reeds veel rumoer en opwinding had veroorzaakt, ook doordat Bep Turksma in een rechtszaak eiste dat de verdere verkoop van het boek zou worden verboden, omdat zij zich door de inhoud in haar eer en goede naam voelde aangetast.
Na het verschijnen van de volgende delen werd reeds vrij snel in commentaren opgeroepen tot een nader onderzoek naar de vraag of Weinreb zich wel werkelijk zo verdienstelijk had gedragen als hij zelf in zijn memoires wilde doen voorkomen. Kritiek kwam vooral van de kant van de historici Jacques Presser, Ben Sijes en Lou de Jong. Een heet hangijzer waarover lang getwist werd, betrof de vraag of Weinreb werkelijk een held was, dan wel juist een doortrapte schurk die in verzonnen ""memoires" (totaal zou hij zo'n 3200 pagina's over zijn beweerde verrichtingen schrijven) dwaalsporen fabriceerde om zich van blaam te zuiveren.
In 1970 werd Weinreb wegens het eerste deel van zijn trilogie voorgedragen voor de Prozaprijs van de gemeente Amsterdam. Deze voordracht stuitte op dusdanig veel weerstand dat de prijs niet werd toegekend.
In 1971 verscheen een eendelige samenvatting van de trilogie. Deze telde ruim 700 pagina's. Daarin ontbraken de eerdere verwijzingen naar diverse personen, onder wie ook naar Bep Turksma en het vermoedelijk dwaalspoor waarin zij door Weinreb in de driedelige uitgave was betrokken. In een interview verklaarde Weinreb zelf: "Mijn grootste misdaad is dat ik de mythe rond het verzet heb doorgeprikt."

## Polemiek
Weinreb en zijn pleitbezorgers, Renate Rubinstein en Aad Nuis, beoogden zijn eerherstel, maar hun streven pakte averechts uit. Er ontstond een controverse, en ook alras een scherpe, in de media uitgevochten polemiek rond zijn memoires. De vermeende (on)schuld van Weinreb werd een thema dat, evenals de politieke discussie rond de vrijlating van de Drie van Breda, de affaire Aantjes en de zaak Menten, een symbolische rol zou gaan spelen in het publiek debat over de oorlogsperiode in het bezette Nederland. Bovengenoemde affaires waren kenmerkend voor de verdere Nederlandse verwerking van het recente oorlogsverleden, na de vervolging en bestraffing van landverraders van kort na de bevrijding. Bij dit in het reine komen met de oorlogsperiode speelde schrijver W.F. Hermans een voorname rol, als  zelfbenoemd 'openbaar aanklager'. Hermans zou zich lang, en zeer fel vastbijten in meerdere aspecten van de affaire, waardoor hij geobsedeerd leek. Zo sprak hij er zelfs schande van dat de historicus Ivo Schöffer het gewaagd had, in een artikel in het Tijdschrift voor Geschiedenis in 1982, Rubinstein 'te goeder trouw' te noemen.
In dit debat werd de boventoon gevoerd door vier polemisten: enerzijds Rubinstein en Nuis, die Weinreb verdedigden en prezen, en tevens actief waren in het Weinreb-comité dat zich beijverde voor Weinrebs rehabilitatie; anderzijds, naast W.F. Hermans, ook Henriëtte Boas, als felle critici die hem verguisden.
Globaal waren veelal "progressief" en "anti-autoritair" ingestelde Nederlanders geneigd in Weinreb een miskende held te ontwaren, die op bewonderenswaardige wijze "geweldloos verzet" zou hebben gepleegd tegen de Duitse bezetter. In februari 1971 opperden de "ludieke" Kabouters Weinreb voor hun partij op de kandidatenlijst te zetten, voor de volgende Tweede Kamerverkiezingen, waaraan ze uiteindelijk niet zouden  meedoen.
W.F. Hermans opende zijn aanval op Weinreb, en op de door hem gestelde naïviteit van diens pleitbezorgers, in een essay in de Haagse Post, begin maart 1970, en zou zich vervolgens nog jarenlang met de zaak bezighouden. In diverse publicaties bleef Hermans met scherpe pen, snedig en verbeten, de rol van Weinreb hekelen, en ook de lichtgelovigheid van zijn naoorlogse aanhangers, met name Nuis en Rubinstein. Hij verweet zijn tegenstanders een elkaar napraten, in plaats van de feiten te onderzoeken.
Hermans repte in dat verband van "de linkse papegaaienkooi". In 1970 verscheen Hermans' Van Wittgenstein tot Weinreb, waarin hij opmerkte: "Ik zie in Wittgenstein een man die bezeten is door de vraag: Wat is waarheid? en die als hij zijn handen wast, dat niet in onschuld doet. Een man die alles wat niet gedacht of gedaan wordt zonder te vragen of het waar is, wantrouwt  - Ik zie in Weinreb een man die een stelling voor waar houdt zodra er maar een aantal mensen in geloven." Een recensent noemde dit het grondthema van dat boek.
In zijn essay Koning Holleweinreb: Frederyk de vrome, in het opinieweekblad Haagse Post, maart 1970, noemde hij Weinreb een "heilige van links" en in zijn Houten leeuwen en leeuwen van goud  (1979) een "bellenblazer".
In Collaboratie en verzet, 1940-1945 - een poging tot ontmythologisering (1969 en 1971) liet Hermans zien dat zaken zoals Weinreb die presenteerde niet klopten. Er waren anachronismen: zo begon Weinreb bijvoorbeeld met het voordragen van mensen voor vrijstelling van Arbeitseinsatz, drie maanden voordat die Einsatz begon, betoogde Hermans. Ook essayist Rudy Kousbroek mengde zich in de discussie. Hij nam stelling tegen Hermans.

## Kamervragen
Reeds in december 1969 drongen het ARP-Tweede Kamerlid Diepenhorst en het PSP-Tweede Kamerlid Fred van der Spek en ook het PSP-Eerste Kamerlid Hein van Wijk in vragen aan minister van Justitie Polak aan op het doen instellen van een onderzoek naar de beweringen van Weinreb in zijn memoires, uit te voeren door een speciale commissie met ruime bevoegdheden en een ruime opdracht.

## NIOD-onderzoek
In reactie op het rumoer en de daarover gestelde Kamervragen gaf de toenmalige minister van Onderwijs Veringa op verzoek van zijn collega van Justitie Polak in 1970 het toenmalige Rijksinstituut voor Oorlogsdocumentatie onder leiding van dr. Lou de Jong opdracht een onderzoek in te stellen naar de handel en wandel van Weinreb en naar aanleiding daarvan een rapport uit te brengen. Na zes jaar onderzoek publiceerde het instituut een rapport waarin weinig heel werd gelaten van Weinrebs vermeende verzetsdaden. Op grond van talrijke getuigenverklaringen werd geconcludeerd dat Weinreb zich gedurende de Tweede Wereldoorlog schuldig had gemaakt aan collaboratie en verraad. Toch staat in ditzelfde rapport dat aan de hand van talrijke getuigenverklaringen is vastgesteld dat er als gevolg van Weinrebs activiteiten gedurende de oorlog minimaal zesendertig levens zijn gered. De schrijver Abel Herzberg, zelf holocaustoverlevende, noemde Weinreb eerst "menslievend"  maar moest uiteindelijk niets van mensen hebben die dit feit gebruikten om het voor Weinreb op te nemen. Hij zei: "De beoordelaars van Weinreb kijken altijd voorbij aan het feit dat voor een ieder die door een Sperre zogenaamd aan de dodendans is ontsprongen, een minder gelukkige plaatsvervanger staat die niet aan de dood kon ontsnappen. Want iedere trein die naar Polen ging moest worden volgepropt met een aantal doodskandidaten, een aantal waar niet aan mocht worden getornd."

### 1973: Interim-rapport
Nadat inmiddels ruim 250 getuigen waren gehoord, lekte begin juni 1973 een geheim interim-rapport uit, met een sterk negatieve, zelfs schokkende inhoud. Daarin werd reeds geconcludeerd dat Weinreb een "uiterst gevaarlijke bedrieger en fantast" zou zijn, en dat tientallen Nederlanders, Joden en niet-Joden, slachtoffer van zijn verraad waren geworden. Zijn in 1969 gepubliceerde memoires werden betiteld als "een aaneenschakeling van leugens en fantastische verhalen" waarmee hij de reeds meteen in 1945 ingezette "legendevorming" omtrent zijn handel en wandel voortzette. Ook werd het eerder rapport van het psychiatrisch onderzoek uit 1966/'67 aangehaald waarin werd gesteld dat hij een "gestoorde persoonlijkheidsstructuur" zou hebben. Tevens werd kritiek geuit op de inmiddels overleden historicus Presser, die in verband met de vervolging van Weinreb in 1947-1948 wel diens verdediging had gelezen, maar niet zijn strafdossier. Prof. L. de Jong, de directeur van het RIOD, noemde de zaak "afschuwelijk gecompliceerd". De Tweede Kamerleden Hans van Mierlo (D66) en Joop Voogd (PvdA) vroegen hierop de verantwoordelijke ministers van Justitie en Onderwijs of dit uitlekken van dit rapport en deze reeds naar buiten gekomen voorlopige conclusies wellicht niet het verdere onderzoek zouden kunnen bemoeilijken.

### 1976: Eindrapport
Het rapport van het onderzoek bleef lang "in de la liggen" op het ministerie van Justitie, ook doordat er gesteggel was over de vraag welke bewindspersoon de eindverantwoordelijkheid voor de inhoud zou dragen. In april 1975 werd aangekondigd dat er een versie van zou worden gepubliceerd die "een heel boekwerk" zou worden. In juni 1975 werd aangekondigd dat het zodra het werkelijk gereed was onmiddellijk zou worden gepubliceerd. Uiteindelijk verscheen in oktober 1976 het lang verwachte lijvige tweedelige eindrapport van het onderzoek door mr. D. Giltay Veth en drs. A.J. van der Leeuw van het NIOD. De publicatie daarvan was reeds in 1970 beloofd door de toenmalige minister van Justitie Polak. Dit rapport dat bijna 1700 pagina's telde, en waaruit ondanks een nieuwsembargo reeds voor de officiële publicatie zou worden geput door dagblad De Telegraaf, had een harde eindconclusie in de vijftig pagina's tellende samenvatting, die vernietigend was voor het door Weinreb opgebouwd en door zijn naoorlogse volgelingen geloofd imago van zogenaamde mensenredder. Hij werd daarentegen neergezet als een oplichter, een fantast en leugenaar, die zijn vele slachtoffers en hun emoties manipuleerde. Hij had zich aan nog veel meer kwalijke zaken schuldig gemaakt dan waarvoor hij kort na de oorlog was vervolgd en veroordeeld. Giltay Veth en Van der Leeuw stelden vast "dat als gevolg van Weinreb's 'doorslaan' 9 personen in Duitse detentie zijn geraakt, van wie één omgekomen is, en dat als gevolg van zijn verraad 109 personen in Duitse detentie zijn geraakt, van wie er 69 omgekomen zijn". De Tweede Kamer nam het Weinreb-rapport voor kennisgeving aan.

### 1981: Aanvullende rapportage
In februari 1981 verscheen nog een gedetailleerde aanvulling op het in 1976 gepubliceerd rapport. Daarbij werd ingegaan op verklaringen van nieuwe getuigen en op betwiste details, zelfs omtrent beweringen over weersomstandigheden van weleer. De getuigen konden geen nieuw licht werpen op de zaak en nogmaals werd geconcludeerd dat Weinreb niet te goeder trouw was, toen hij met zijn eerste lijst begon.

### Witboek
Vooruitlopend op de uiteindelijke publicatie van het rapport van net NIOD-onderzoek publiceerde Dick Houwaart, voormalig hoofdredacteur van het Dagblad van het Oosten, in het voorjaar van 1975 Weinreb - een Witboek, waarin hij hem verdedigde tegen de over hem geuite beschuldigingen en leverde hij kritiek op het lopend onderzoek en het uitgelekt interim-rapport. Hij pleitte er zelfs voor dat de publicatie van het eindrapport diende te worden verhinderd.

## Overlijden
Nadat Weinreb in 1988 op 77-jarige leeftijd in Zürich overleed, zonder ooit naar Nederland te zijn teruggekeerd, overheerste in de krantenberichten het oordeel dat hij in de oorlogsjaren een kwalijke rol had gespeeld.

## Latere studies over Weinrebs activiteiten
In 1982 wijdde historicus Ivo Schöffer in het Tijdschrift voor Geschiedenis een artikel aan de affaire en het rapport van het NIOD. Op grond van de beschikbare gegevens karakteriseerde hij Weinreb als "een echte zwendelaar, misschien pseudoloog, die zichzelf ten koste van vele anderen bevoordeelde en spoedig vergleed naar gruwelijke verklikking en schrikwekkend verraad".
Rond de eeuwwisseling zouden meerdere boeken, met daarop ook weer uitvoerige reacties in de pers, verschijnen, waarin opnieuw het doen en laten van Weinreb tijdens de bezetting onder de loep werd genomen. Zie verder de lijst van publicaties hieronder en de externe links.

### Weinrebs terugblikDe gevangenis
In 1989 verscheen postuum, Weinrebs kort voor zijn dood voltooide boek De gevangenis - herinneringen 1945-1948, over zijn ervaringen tijdens zijn gevangenschap na zijn eerste veroordeling.

## Film
De film In de schaduw van de overwinning van Ate de Jong is deels gebaseerd op het verhaal van Weinreb. Edwin de Vries speelt hierin het personage David Blumberg dat op Weinreb gebaseerd is.

## Publicaties
- Bert van Gelder Wonder-rebbe en tovenaarsleerling - Fryderyk Weinreb en de Joodse gemeenschap in Scheveningen van vóór 1944
- Dick Houwaart, Weinreb, een witboek. Met een inleiding door Aad Nuis, uitg. Meulenhoff, Amsterdam (1975) ISBN 90-290-0180-1
- D. Giltay Veth, en A.J. van der Leeuw, Rapport door het Rijksinstituut voor Oorlogsdocumentatie uitgebracht aan de minister van justitie inzake de activiteiten van drs. F. Weinreb gedurende de jaren 1940-1945, in het licht van nadere gegevens bezien, 2 delen, Den Haag (1976) ISBN 90-12-01068-3
- Onderzoek naar de activiteiten van de heer Weinreb in de Duitse bezettingstijd: aanvulling op het Weinreb-rapport, uitg. RIOD en Staatsuitgeverij, Den Haag (1981) ISBN 90-12-03491-4
- Aad Nuis, Het monster in de huiskamer: een analyse van het Weinreb-rapport, Amsterdam, (1979) ISBN 90-290-1362-1
- Frank Visser, De pensionhoudster en de onderduiker: Herinneringen van een Duitse hospita en haar Joodse onderduiker aan bezet Nederland, met een voorwoord van prof. Mozes Heiman Gans, uitg. Bosch & Keuning, Baarn (1980) ISBN 90 246 4368 6
- Regina Grüter, Een fantast schrijft geschiedenis, uitg. Balans, Amsterdam (1997) ISBN 90-5018-379-4
- René Marres, Over Willem Frederik Hermans, de geschiedkunde en het fenomeen Weinreb, uitg. Stichting Internationaal Forum voor Afrikaanse en Nederlandse Taal en Letteren, Leiden (1999) ISBN 90-6412-117-6
- René Marres Frederik Weinreb: verzetsman en groot schrijver, uitg. Aspekt, Soesterberg (2002) ISBN 90-5911-080-3, herziene uitgave 2005
- W.F. Hermans, De Chassidische bellenblazer, of De demontage van de maatschappijkritische, gynaecologische, religieuze, historische en literaire stinkbom die Weinreb heette (26 september 1976); Weinreb en de Nederlandse letterkunde (27 september 1976); Lou de Jong en de tante van Weinreb (november 1976); in: Houten leeuwen en leeuwen van goud, uitg. De Bezige Bij, Amsterdam (1979) ISBN 90-234-0669-9
- W.F. Hermans, Frijderijk de Vrome; Koning Holleweinreb (4 maart 1970); De wasscher van de zwakken (25 maart 1970); Het geval Turksma (20 mei 1970); Van Kafka tot Presser (10 juni en 1 juli 1970); Een betere wereld en iedereen een standbeeld; Een jaar later (8 mei 1971); in: Het sadistisch universum 1 & 2, uitg. De Bezige Bij, Amsterdam (1996) ISBN 90-234-3543-5